# Vorkuta
Vista típica de uma área residencial de Vorkuta. Inverno de 2007.
Vorkuta (em russo: Воркута́ , transl. Vorkutá; em komi: Вӧркута, transl. Vörkuta; literalmente, em nenets, "lugar repleto de ursos") é uma cidade minerária (de carvão mineral) da Rússia, localizada na República Autônoma dos Komi, logo ao norte do círculo polar ártico. Pelo censo de 2002 a cidade tinha 84.917 habitantes. Quando o trabalho começou a escassear, e com a cidade a atingir em algumas épocas temperaturas de cerca de -50 °C, os seus habitantes começaram a abandonar o local.
São poucos os que ainda resistem e que por esta altura se identificam apenas pelas janelas com luzes acesas. Segundo o Mirror, durante o verão, há trabalhadores migrantes que regressam à cidade, mas que com a chegada do inverno, acabam por abandonar aquela que é considerada a cidade mais fria da Europa.
Hoje, Vorkuta é, assim, uma cidade fantasma, vestida de branco.

## História
Ele teve sua origem em 1932 quando o regime soviético abriu um dos mais notórios campos de trabalho forçado do Gulag. Em 1941, Vorkuta e o sistema de campos de trabalho em torno dele foram conectados ao resto do mundo por uma estrada de ferro ligando os campos de prisioneiros de Konosha e Kotlas com o de Inta. Estatuto da cidade foi concedida a Vorkuta 26 de novembro de 1943. Foi o maior centro de acampamentos do Gulag na Rússia européia e serviu como o centro administrativo para um grande número de campos e sub-campos menores.

## Geminações
- Antananarivo, Antananarivo, Madagascar [2]